# 精灵使的剑舞
《精靈使的劍舞》是一部由志瑞祐創作的輕小說，插畫由櫻半片負責，由於原畫師身體健康欠佳的緣故，2015年5月8日宣布改由仁村有志負責插畫，2017年11月，MF文庫J宣布仁村有志因事務繁忙無法再擔任本作插畫，而改由〆鯖コハダ負責。
在Oricon的2013年上半年日本暢銷書榜（2012年11月19日至2013年5月19日），《精靈使的劍舞》在輕小說部門以超過13萬冊排在第17名。《精靈使的劍舞》在台灣也有很高人氣，累計銷量已超過20萬冊。2013年7月發布本作確定將要製作動畫的消息。2014年3月22日宣布電視動畫的首播時間，於同年7月至9月播出。

## 概要
身為本不可能存在的男性精靈使，風早神人受學院長葛雷沃絲·雪爾麥斯邀请，前往冰清玉潔的大小姐們學習精靈魔法的艾雷西亞精靈學院。神人在前往學院的途中，偶然目擊到正在沐浴的精靈學院學生克蕾兒·露裘，並得知克蕾兒打算與封印精靈締結契約，爾後克蕾兒因與精靈締結契約失敗，導致精靈暴走失控，為了阻止暴走的精靈神人便試圖與該精靈締結契約……

### 本作主要構成
本作目前主要分為3部份，並由20卷書所組成。
第一部『學院篇』
第1卷－第3卷
第二部『精靈劍舞祭篇』
第4卷－第11卷
第三部『精靈戰爭篇』
第12卷－第20卷

## 登場人物

### 史卡雷特隊
風早神人（Kazehaya Kamito，聲：古川慎）
年齡：16歲
本作男主角，史上第二位能與精靈溝通的男性。
真正身份是闇之精靈王蓮·阿修道爾的轉生體，喜歡辛辣的料理。左右兩手分別有著闇精靈蕾斯提亞，與劍精靈愛思特的刻印，出身地為位於東方邊境、本人以為連名字都沒有的島國，但從愛思特口中得知是奧托夫國。
自小生活在名為教導院的設施中，由於身為男性卻擁有與精靈交感的能力，而被認為是魔王的繼承者。在教導院中受過多種殺人技巧的訓練，實力在院內排名第一位。在13歲時教導院因為受到露比亞的攻擊而毀滅，神人趁機偷走封印著蕾斯提亞的魔裝具「所羅門的戒指」後逃出來，之後為了解開蕾斯提亞的封印，而接受骸聯盟的委託，前去暗殺葛雷沃絲，當時年僅13歲的神人被葛雷沃絲評論為大陸最強暗殺者，暗殺行動失敗後被葛雷沃絲收留，並成為葛雷沃絲家中唯一的女僕，之後在其教導下習得絕劍技。
並非不擅長喝酒，而是因為以前晚上經常得陪葛雷沃絲喝酒，甚至到了留下心理陰影的地步，所以現在很少會主動喝酒。
因為是與劍精靈契約，所以只能使用武裝複製這類的少數型精靈魔法，相對的身體卻較為堅韌，疑似是與劍精靈令防禦力增加。但是由於身體寄宿著闇之精靈王，身體對於聖屬性的治癒魔法很難起到效果，必須靠著身體接觸才能產生效果。相對的，自我復原能力卻比一般人還要強上數倍，事實上身上大部分的傷口都是自己癒合，而菲雅娜對他施展的治癒魔法頂多只是再進一步增強原本就很強的自我治癒能力。
三年前假扮成少女並以「蓮·阿休貝爾」之名參加精靈劍舞祭，藉由葛雷沃絲所教授的「絕劍技」，以及藉由蕾斯提亞的力量所施展的「魔劍技」擊敗各國高手奪得優勝，因此被冠上最強劍舞姬的名號而受到眾多少女的仰慕，同時也受到眾精靈使的畏懼。在當年的精靈劍舞祭獲勝以後，由蕾斯提亞許下了「希望你去殺掉五位精靈王」的願望，其後在暗殺精靈王時，發現聖王理應在席的中央王座是空位，之後就立即轉換暗殺的對象，改為在旁的水之精靈王，並暗殺成功而使得水之精靈王被解放，但隨即被水之精靈王溢出的黑暗吞沒，使得自己和蕾斯提亞也受到污染，最後被蕾斯提亞轉移到奧地西亞帝國邊境的森林中，神人也失去了那一天在精靈王祭殿裏的記憶。
在那之後自我放逐整整三年的時間，因此現在實力與三年前相比大不如前，不過即使如此實力依舊是艾雷西亞精靈學院中最強者。故事一開始被葛雷沃絲以「蕾斯提亞還活著」的情報引誘前往學院，在前者的命令下為了再次參加精靈劍舞祭，而被迫進入艾雷西亞精靈學院就讀並被編入烏鴉班。接連的戰鬥讓神人逐漸的取回三年前的實力，在精靈劍舞祭的預賽中開始使用起絕劍技。
待人溫和，因此受到很多女性、包括Team·Scarlet中女性角色在內的愛慕，然而在精靈學院中無數未經世面的女孩不斷的流言蜚語下被蓋上「淫王」、極度好色淫亂的「夜之魔王」這些的污名，還藉由他國的諜報組織於國際間廣為流傳。不過本人對戀愛的感覺十分遲鈍，但卻常被克蕾兒等人的可愛舉止擊沉，喜歡捉弄克蕾兒她們。諷刺的是，比起大小姐們，神人更為親近身邊的精靈們，尤其是平時親近愛思特的表現被眾人評為「太寵愛思特」(其實和克蕾兒露裘的牽絆也遠勝於其他大小姐）。現在已被艾莉絲的祖父視為孫女的婚約者，並被警告如果膽敢讓可愛的孫女哭泣的話，將會動用武門首席法蘭格爾托家的全部兵力與其為敵。
被琉璃葉邀請是否有意願加入「十二騎將」，但本人只想跟著眾多大小姐亦起享受學校生活而婉拒。
好不容易再度在精靈劍舞祭中奪得優勝以後，再次暗殺精靈王時，被火之精靈王的黑暗吞沒，在蕾斯提亞犧牲自己後而得救。之後失去意識昏迷了一個星期，醒來時精神上的負荷，而導致失去了有關蕾斯提亞及Team·Scarlet等人的記憶，而記憶及精神狀態則回到教導院的時期。但其實是蕾斯提亞所施加的封印魔術，是將和魔術的執行者相關的全部記憶完全封印的高位闇魔術。
取回記憶之後，伊莎莉亞·汐娃帶來像蕾斯提亞的少女出現在勞倫弗洛斯特領地森林的消息，於是與琳絲蕾一起到勞倫弗洛斯特領地。在勞倫弗洛斯特領地對抗被〈異界黑暗〉操縱，與尤蒂亞融合的魔冰精靈〈吉尼特拉〉，最後救出尤蒂亞。並且在溫特葛夫城與被克蕾兒和艾莉絲帶回來的蕾斯提亞再次相見。
所使用的「絕劍技」為葛雷沃絲在各種實戰中（包括差點送命的戰鬥）逐步傳授，對身體的負擔頗大。劍技內容十分多樣化，包括部位破壞、集團殲滅、反制特定屬性、武器破壞、反擊技及劍殺等等，其中的「破之型‧烈華螺旋劍舞」本來是雙刀流劍技，神人在本次劍舞祭中直到取回「貫穿真實之劍」蕾斯提亞之前，一直以單劍使用此技；目前最大出力為36連斬（雙刀時）和21連斬（單刀時），愛思特變成雙星護界神‧愛思特以後，因攻擊的同時可放出黑雷而進化為「破之型・烈華螺旋劍舞・黑雷」（烈華螺旋剣舞・雷火）。最終奧義「終之型‧天絕閃衝」在雙劍狀態下亦進化為「天雙絕閃衝」（ラスト・ストライク・デュアル）。
在教導院習得了高次立體移動的應用超高速的「影縫」及相對，名為「睡蓮」的水中步法及「睡蓮」的變化系步法「水遁」、迅雷、土蜘蛛、雙劍技「大蛇」、暗殺技「蛇蠍」、「飛蛇」，暫時超越肉體界限的「解放」技巧、格鬥技「壞衝破」和各種戰鬥技，另外也習得了一招名為「無心之行」的技能，因長年在教導院用劍的習慣，使得神人比起破壞力高的大劍，更習慣使用暗殺用短劍。
最終和蕾絲蒂亞、艾斯特、克蕾兒、琳絲蕾特、菲雅娜、艾莉絲、蕾奧拉、米拉、露比亞、繆亞、史卡雷特、密蕾優、格雷瓦絲，共13人建立後宮。
- 契約精靈：

- 劍精靈：「殲魔聖劍」護界神·愛思特（接收蕾斯提亞的力量後進化為「魔王劍」雙星護界神·愛思特）
- 闇精靈：「貫穿真實之劍」蕾斯提亞·阿修道爾

 克蕾兒·露裘（Claire Rouge，聲：木戶衣吹）
年龄：16歲
本作女主角之一，非常可愛、容易害羞的天然呆傲嬌少女，有著以16歲來講十分遺憾的胸部（神人語）以及耳朵是弱點，討厭蛇。就讀於艾雷西亞精靈學院烏鴉班。喜歡神人。
原名為「克蕾兒·艾爾斯坦因」。幼年時性格與現在完全相反，因姐姐叛逃、雙親入獄，自己也不得不採用假名。
為詢問自己最敬愛的姐姐當年的真相，開始執著於追求強大的力量與精靈，以獲得精靈劍舞祭的優勝為目標。以精靈使的實力來講屬高水平，但長期追求個人力量的結果使她與他人的協調性極差，還有著只想依靠自己的莽撞想法。這些缺點隨著夥伴們的加入已有所改善。
喜歡桃子，不會做飯，經常以罐頭解決三餐，真要做料理通常都會變成焦炭，不喜歡蘑菇。喜歡看少女向的言情小說，而內容多半是非常重口味的類型。
喜歡貓，會去照顧野貓。
與菲雅娜、艾莉絲、琳絲蕾一樣有著闇之精靈姬潛質，體內隱藏某種力量，危急之時能使出連火焰都能燒盡的火焰（艾爾斯坦因之炎），小時候被魔冰蜥蜴襲擊時也曾放出沒有產生爆炸，但是卻將魔冰蜥蜴徹底燃燒吞噬殆盡的火焰球。成為闇之精靈姬之後，便能隨意使用艾爾斯坦因之炎。
被露米娜絲告知蕾斯提亞就是三年前在精靈劍舞祭中蓮·阿休貝爾所用的劍，因而知道蓮·阿休貝爾就是神人。
契約精靈史卡雷特為炎屬性的最高位精靈，是過去在精靈戰爭中赫赫有名的精靈兵器，不過在作為精靈兵器的力量被封印的狀態下無法展現完全的力量，型態也被拘束在貓的型態。真名為灼銀戰姬「奧汀伶蒂」，在第九卷中受到蕾斯提亞的幫助而成功解放真名回復成少女姿態。
於第十卷時被假扮成蓮·阿休貝爾的親姐姐露比亞捉走，並奉其為〈闇之精靈姬〉。
因為獲得精靈劍舞祭的勝利，使得兩親能從監獄中釋放，但仍然無法回復爵位。
在第十三卷跟艾莉絲一起騎斯摩夫飛向勞倫弗洛斯特領地，並救起蕾斯提亞。
- 契約精靈︰

- 火精靈：史卡雷特（形態為火貓，解放真名後為少女形態「灼銀戰姬」奧汀伶蒂）
- 狂精靈：幽靈（已解除契約）

菲雅娜·雷·奧地西亞（Fianna Ray Ordesia，聲：大西沙織）
本作女主角之一，奧地西亞帝國的第二王女。
擁有在神儀院的次席的實力，但在當年受露比亞·艾爾斯坦因所震撼，內心受到極大的創傷而失去與契約精靈的連繫，也因而被王族遺棄。被人蔑稱為「失落的精靈姬」。
三年前曾被神人所救，並得知神人就是蓮·阿休貝爾。為早期神人就是蓮·阿休貝爾的知情者之一，也對他從仰慕變成淡淡的愛慕。
為尋找回復力量的方法通過精靈礦石作弊入學，在隨後的礦山都市任務中成功取回了契約精靈。達成目的後沒有選擇離開，而是加入了克蕾兒的隊伍。
作為原神儀院第二位的姬巫女的她精通儀式神樂，能從後方進行各種支援。但因沒受過戰鬥訓練，在戰鬥中較為脆弱。為不拖累神人等人而鍛煉自己嘗試展開精靈魔裝，於第七卷時成功展開。
露比亞曾經表示只要和神人有強烈的羈絆，就可以成為闇之精靈姬，說明菲雅娜也是具有成為闇之精靈姬的潛質。而菲雅娜在與假扮成蓮·阿休貝爾的露比亞見面時識破了她的真實身份。
常主動的對神人展開積極攻勢，雖然手段都不太檢點但骨子裡還是十分純情，對出乎意料的進展會感到手足無措。現已對克蕾兒作出「喜歡神人」的宣言，甚至在看到神人與蕾奧拉約會時差點暗黑化。
其料理能力足以令在神儀院給高位精靈獻上御膳的儀式的精靈，只吃了一口就回精靈界（被愛思特評為連精靈的味覺也能破壞的料理），在十二集時，失去記憶的神人吃其餅乾後，評為 超越人類認知的難吃 。害怕昆蟲。
精靈刻印在胸部的谷間。
原作中是黑髮，動畫中改為淡紫髮。
- 契約精靈︰

- 聖精靈：格奧基烏斯

艾莉絲·法蘭格爾托（Ellis Fahrengart，聲：石上靜香）
本作女主角之一，奧地西亞帝國的武藝名門貴族法蘭格爾托侯爵家的次女，艾雷西亞學院風王騎士團團長，擔任騎士團長的同時，還負責著類似葛雷沃絲的秘書的職務，由於職務繁忙的緣故而非常喜歡吃甜食。喜歡神人。
就讀於艾雷西亞精靈學院鼬鼠班，個性相當正經，但也有些死板，像是學習時會將課本一字不漏的硬背下來，或是被拉卡和蕾西亞這兩位同位騎士團的朋友捉弄，及教導奇怪的知識等等。
儘管平時是一本正經的騎士團長，但意外地對於可愛的東西沒有抵抗力，非常喜愛史卡雷特及芬里爾，但因為過度熱情而讓這兩名精靈感到有些畏懼，對自己的精靈斯摩夫的外表覺得沒有前兩者可愛，反而還有點恐怖。
凜然的外表下也有著純樸的少女心，從見到神人為了救助克蕾兒，而挺身對付魔精靈開始就對神人有著戀愛的感情，自從神人拯救了她仰慕的義姊後，其愛意的表現更是明顯，甚至擁有記載著神人的喜好及習慣等等情報的謎之筆記。身材出眾，因胸部很大而受到同性的羨慕眼光。
露比亞曾經表示只要和神人有強烈的羈絆，就可以成為闇之精靈姬，說明艾莉絲也是有成為闇之精靈姬的潛質。
為了自己未來的丈夫而練習做料理，技術的高超能從一般家常菜就看得出來，連帶使得她對神人生氣時，就會威脅神人說要把他做成各種食物。
和琳絲蕾的組合技是冰嵐亂舞。
以「公主殿下」稱呼菲雅娜。
從年幼的時候開始也許因為作為被培育騎士，與克蕾兒們比較作為女性的自己有感到沒有自信的地方，為此每次被神人說「可愛」和「漂亮」時會臉紅驚慌失措。
在〈精靈大祭〉中被琉璃葉擊傷而到學院城市的醫院住院，神人來探望並通知她前往勞倫弗洛斯特領地時，給予希望平安到達勞倫弗洛斯特領地的神人〈風之加護〉而與神人接吻，結果體內流入一種未知的神威，比預期快速的出院。以為神人和琳絲蕾打算出門的形式的同行，跟克蕾兒一起騎斯摩夫飛向勞倫弗洛斯特領地，並救起蕾斯提亞。
- 契約精靈︰

- 魔風精靈：斯摩夫

琳絲蕾·勞倫弗洛斯特（Rinslet Laurenfrost，聲：優木加奈）
年齡：16歲
本作女主角之一，奧地西亞帝國的名門貴族勞倫弗洛斯特伯爵家的長女，就讀於艾雷西亞精靈學院烏鴉班。與克蕾兒從小時候起就是朋友，家務全能的大小姐，身邊總是有女僕卡蘿相伴。喜歡神人。
參加劍舞祭的目的是讓在四年前因奉納精靈王的神樂失敗，激怒了發瘋的水精靈王，而被其冰封在永遠不會融化的咒冰當中，由次妹尤蒂亞得到解放。
精靈魔裝展開速度極快，從小就個性驕傲，6歲便與家族的魔冰精靈定下契約，小時候第一次見到克蕾兒時並沒有把克蕾兒放在眼裡，但是兩人私闖艾爾斯坦因的禁書庫時，無意間把被封印在禁書中的冰魔蜥蜴喚醒而陷入致命危機，卻因為克蕾兒引發體內隱藏的力量而獲救，之後便把克蕾兒當成自己命中註定的對手。現在來講兩人的關係，就是常常鬥嘴，但感情卻又好的不得了的損友。
認為女僕只要可愛的話就什麼也都沒問題了。
據卡蘿所言，琳絲蕾料理能力很好，不只如此在精靈劍舞祭上是負責料理，而且常被神人等誇獎，就連按摩技術也是專家級。對紅茶極其講究。
不會游泳。
和艾莉絲的組合技是冰嵐亂舞。
露比亞曾經表示只要和神人有強烈的羈絆，就可以成為闇之精靈姬，說明琳絲蕾也是具有成為闇之精靈姬的潛質。
決賽期間，在廢都的地下城中與被三年前神人所解放，但失去了記憶的水之精靈王暨分身相遇並成為朋友，最後由水之精靈王的分身幫助帶路而離開地下城，在走前答覆在比賽完結後，幫其找回失去的記憶。第十一卷中，幫助水之精靈王分身找回真名及記憶，最後在當時更得到其加護來幫助神人和芬里爾戰鬥，最後和由神人手中的愛思特解放的芬里爾重新結契約。
在神人去勞倫弗洛斯特領地尋找蕾斯提亞而同行時，在奇利亞山脈遇見〈冰龍〉躲進冰窟中，為了幫助受傷的神人治療給予神威而與神人接吻，之後與艾莉絲同樣在體內有未知的神威住宿著。
在暗殺精靈王後得到汐娃所賜予的精靈刻印，刻印刻在左手上，而圖形則是冰薔薇。刻印的性質和代表精靈契約證明的精靈刻印不同，所以琳絲蕾不能召喚汐娃，但可以通過這個刻印聽到身處元素精靈界的汐娃的話，及透過芬里爾的身體現身。
〈 發點心的人〉，在精靈中具有極大的威望，不需要契約也能使精靈聽話，這包括了幾乎無法使喚的魔精靈們。
- 契約精靈︰

- 魔冰精靈：芬里爾

### 主要契約精靈
「護界神」提露密努斯·愛思特（Terminus Est，聲：加隈亞衣）
最高位的劍之精靈，原被封印在精靈森林中某座祀堂的一柄石劍裡，克蕾兒為收服她而將她喚醒，但因收服失敗使她暴走而胡亂攻擊，在克蕾兒危急時被神人簽下契約。
外表是一個銀髮玉肌的美少女，經常主動的只穿一雙過膝黑色絲襪與神人陪睡。不具人類的羞恥觀，毫不在意裸露身體，唯獨會對露出腳感到害羞。絕對順從身為主人的神人。
起初因神人的關係回不去精靈界，而需要大量睡眠，一天之中大概有半天都在睡覺。
一旦生氣就會用疏遠的稱呼方式叫神人（例如主人）。
因有劍屬性所以不能浮在水面。
由於當時神人緊急簽下的契約並不完整，本體及絕大部分的力量都還在精靈界中，只能發揮原本十分之一的力量。但其所擁有的力量，還是遠遠淩駕於一般的精靈之上。在第四卷為了消除神人暗黑烙印而一度消失，但在第五卷時得知是回歸精靈界與本體接觸，才得知自己其實也是一把魔劍，會將吞噬的邪惡力量化為詛咒傷害持有者，前主人艾蕾西亞就是因而死亡。得知真相後一度自我封閉，拒絕再成為神人的劍，最終被神人的誠懇打動，願意再使用他的力量，不過還是只有原本十分之一的力量。
事後神人表明要獲得精靈劍舞祭的勝利來消除愛思特的詛咒，使她對神人的感覺不再只是主僕關係，開始有意的主動親近他，還會有明顯的吃醋反應。看到神人與蕾斯提亞親熱會有強烈的吃醋反應，而且在神人使用雙劍後，常與蕾斯提亞在神人腦中吵架。
自從在精靈劍舞祭中的「如嵐的亂舞」比賽期間，吃過琳絲蕾所製作的火鍋中的豆腐後，就迷上了豆腐這食品，在特別篇的短篇「Taipei City的劍舞」中吃了小籠包後也迷上了小籠包。
在暗殺完精靈王後回到神儀院祭殿的同時消失了，其後發現在原被封印在精靈森林中的祀堂內，觀測到有大量神威釋放的現象，得知愛思特轉移到存在於祀堂內的異空間「玄室」以內。
在蕾斯提亞自願犧牲時，繼承了蕾斯提亞一部分的力量，並且得到身為魔王引導者的蕾斯提亞的認證，刀刃側面被刻上精靈文字的劍銘，成為在鋼屬性的基礎上在加注闇之力的「魔王劍」—【雙星護界神‧愛思特】（Terminus Est Zwei），在真正意義上成為正統魔王的佩刀。
過去在精靈元素界所發生的精靈戰爭中，愛思特作為精靈兵器卻不屬於兩方陣營的其中一方，憑藉著自己的獨斷而獨自行動，而身為最強的劍之精靈的力量也深受雙方陣營所畏懼，是連五大精靈王與闇之精靈王也會忌憚的存在。而意外的是愛思特和蕾斯提亞，分別是前代聖女艾蕾西亞和前代魔王所羅門所使用的精靈，但兩位精靈都是在最終決戰時才第一次見面。
能參考人們的著裝再構築自己的衣服。
- 屬性：劍精靈、封印精靈
- 等級：魔神
- 稱號：護界神（接收蕾斯提亞的魔力後進化為雙星護界神）
- 暱稱：愛思特
- 契約者：風早神人（精靈刻印在右手，原為雙劍呈Ｘ字形交叉的圖紋，轉化為魔王劍後變為一把劍貫穿三日月的圖紋）
- 精靈魔裝：殲魔聖劍（Demon Slayer）（接收蕾斯提亞的魔力後轉化為魔王劍）
- 召喚術式：
——冷酷的鋼之女王，斬妖除魔的聖劍啊！
——在此化為鋼之劍，賜與我神力！

 蕾斯提亞·阿修道爾（Restia Ashdoll，聲：日笠陽子）
最上位的闇精靈，在與神人契約前一直被當作魔王來封印。亦是前代魔王所羅門所使用的最高位的闇精靈。即使與神人分開，但契約仍在。
外表是一個黑髮、身穿黑色歌德裝、背上有著黑色雙翼的美少女。
喜歡神人，在神人還小的時候（約十歲左右），就開始不斷把靠近神人身邊的女孩子趕跑。在教導院的時候曾因為把心給了原是道具的神人，被封印入魔裝具〈所羅門的戒指〉。教導院因為受到露比亞的攻擊而毀滅時，神人趁機偷走封印着蕾斯提亞的魔裝具「所羅門的戒指」後逃出來，之後為了解開蕾斯提亞的封印而付出種種努力。
三年前神人就是與她一起起舞而取得劍舞祭的優勝，勝利後要求神人暗殺精靈王。三年後再次見到神人時在學院裡放了數個狂精靈（包括史卡雷特也被狂精靈感染）。
因為嫉妒心，第五卷時曾對神人說，要先破棄了與愛思特的契約，才會再次變成劍給神人使用。
第六卷擅自使用涅般德‧羅亞企圖令神人覺醒，結果被神人等人擊敗，自身也一度消失。在第七卷再度出場幫助神人，展現極其強大的力量，舉手投足之間便能消滅數十甚至數百的魔精靈。但第九卷時差點被聖靈騎士團給消滅，之後獲克蕾兒所救，並且告訴克蕾兒史卡雷特的真名。在第十卷時克蕾兒被假扮成蓮·阿休貝爾的親姐姐露比亞捉走前，藉由菲雅娜才好不容易回到神人之手，之後再次成為神人的劍，並且與愛思特一起打倒了露比亞。
在第十一卷告訴神人自己的全名是蕾斯提亞·阿修道爾，以及自己的體內有蓮·阿修道爾（闇之精靈王）的意識、以及自己是闇之精靈王的分身，並藉由夢境說明三年前的真相。在第十一卷末為了不讓神人被魔王（被汙染的闇之精靈王）的意識支配，自願被愛思特給刺穿，及將神人的部份記憶封印。在第十二卷末於奧爾德西亞帝國國境附近的一處森林中甦醒，但失去記憶，然後被艾爾菲姆族的人救了。但在妖精族被冰龍襲擊時，只有蕾斯提亞能逃出來，其後在被冰龍追趕的期間被克蕾兒和艾莉絲所救，最後和克蕾兒及艾莉絲一起去了勞倫弗洛斯特家溫特葛夫城，並與神人再次相見。
稱奧汀伶蒂為仇敵，主因是戰爭時不斷地和奧汀伶蒂相遇及戰鬥。
擁有的闇之精靈王的意識，身負引導魔王覺醒的任務，但是至今都未能真正完成職責。雖然歷史上出現過許多背負魔王之力的人，但是都未能與蕾斯提亞相遇，或是在相遇前就已經覺醒走上錯誤的道路，直到現代的神人，才是第一次在覺醒前就相遇並且進行引導，但是卻因為三年前的暗殺被「異界之暗」所侵蝕，最後為了不讓神人沾染異界之暗而放棄職責。
意外的是蕾斯提亞和愛思特，分別是前代魔王所羅門和前代聖女艾蕾西亞所使用的精靈，但兩位精靈都是在最終決戰時才第一次見面。

和露比亞的理念不同，認為精靈王是需要解放而不是殲滅。
- 屬性：闇精靈
- 等級：魔神
- 契約者：風早神人（精靈刻印在左手，為三日月的圖紋）
- 精靈魔裝：貫穿真實之劍（Vorpal Sword）
- 召喚術式：
───消逝之闇啊，宿於吾手化為力量吧！

史卡雷特／奧汀伶蒂（Scarlet/Ortlinde，聲：石上靜香）
克蕾兒的精靈，由於經常被食物收買，因此與神人也很親近。
精靈魔裝的形態是「炎之鞭」。
身為艾爾斯坦因家族代代傳承的炎精靈，真實身份為「灼銀戰姫」史卡雷特·華爾基麗，真名為「奧汀伶蒂」，但真名曾經失落很長一段時間，直到克蕾兒與聖靈騎士團的露米娜絲對戰陷入絕境時，在蕾斯提亞的協助下知曉了真名，解放了原本的力量並擊敗了露米娜絲。
解放真名後對史卡雷特那時的記憶不會相連，只記得一些事，例如神人常給她食物，還有艾莉絲很恐怖等等。
真名解放後因為與克蕾兒的夢境（夢中神人拿鞭子調教克蕾兒等等）相連，還以為神人是主人的主人，之後被神人糾正後，改叫神人的名字。
小說第十卷中，克蕾兒在露比亞之前，和菲雅娜進行了轉讓契約，因此史卡雷特曾短暫時間內成為了菲雅娜的精靈，後來菲雅娜再次和克蕾兒進行了轉讓契約而回到克蕾兒的身邊。
平常型態為火貓，實力等同大型龍獸，真名解放後則為貓耳少女之姿，最高位的炎精靈。
- 召喚術式：
——紅色烈火的守護者，不眠的爐火看守人啊！
——在此履行血之契約，聽從我的號令！
- 真名解放術式：
——汝為率領勇猛戰士馳騁於最終沙場的引導者。
——汝為毀滅熾焰之忠僕，令昏愚敵勢墜入永劫滅亡的行刑者。
其名為〈灼銀戰姬〉——「奧汀伶蒂」！

芬里爾（Fenrir）
琳絲蕾所使役的魔冰精靈。形態為狼。
精靈魔裝的形態是「冰之魔弓」。
芬里爾的肚子與異空間相通，因此不管有多少行李都可以放下，不只如此還能保持食材的鮮度，因此在精靈劍舞祭上讓琳絲蕾可以用料理大展身手。
於第十卷時被魔精靈（Bandersnatch）吞食，其後第十一卷時被愛思特的除咒力所救，之後又與琳絲蕾締結契約。
- 召喚術式：
──冷冽的冰牙野獸，無情的森林狩獵者啊！
──在此履行血之契約，聽從我的號令！

斯摩夫（Simorgh）
艾莉絲所使役的魔風精靈。形態為一隻巨大的鳥，擅長偵察。
精靈魔裝的形態是「風翼之槍」。
樣子有點可怕，但其實內心很容易因為被人說樣子可怕或嚇人而受傷。
- 召喚術式： 
——兇暴之風啊、將貫穿宿敵心臟之魔槍，賜予我手！

格奧基烏斯（Georgius）
菲雅娜所使役、奧地西亞皇室代代相傳的聖屬性騎士精靈。
精靈魔裝的形態是「無窮的女王之城」。
擁有高防禦力，而且因為是聖屬性的高位精靈的關係，對闇屬性的抵抗防禦力亦十分高，因此成為了隊伍防禦的基石。
- 召喚術式：
──侍奉人子之王的劍聖，我的騎士啊！
──在此履行血之契約，成為守護之劍，來到我身邊吧！

### 奧地西亞帝國

#### 奧地西亞王族
奧古斯特·雷·奧地西亞
奧地西亞帝國的現任皇帝，菲雅娜的父親。
奧拉涅斯·雷·奧地西亞
奧地西亞帝國的王子，菲雅娜大兩歲的哥哥。
皇位的第一順位繼承人，但從菲雅娜小時候起，個性就顯得粗暴殘忍，被國人評價為沒有皇帝的資質。
莉芮亞
奧地西亞帝國的第一王女，菲雅娜的姊姊。
菲雅娜·雷·奧地西亞（Fianna Ray Ordesia）
詳細請參見Team·Scarlet「菲雅娜·雷·奧地西亞」

#### 艾雷西亞精靈學院
可能是以〈圣女〉艾雷西亚的名字命名的学院。

##### 教師
葛雷沃絲·雪爾麥斯（Greyworth Cielmais聲：中原麻衣）
艾雷西亞精靈學院學院長。
雖然表面上是個美豔的女人，但她曾是帝國十二騎將首席、身經百戰的精靈騎士，活躍於第二次的藍巴爾戰爭，同時是二十四年前的精靈劍舞祭的優勝者。當時向精靈王許下了永遠年輕的願望，而造就了身體能在一定的週期內返老還童，因為不管過幾年外貌都不會變老，所以也有傳聞說她早已超過了作為最高位精靈使的年紀。
與被認為絕不可能與之定下契約的魔精靈“伯爵”定下契約，有著「黃昏魔女」的稱號，更被喻為大陸最強精靈使，不過似乎在自己的心臟上有著咒裝刻印，身體長年累積了不少傷害。當年許下的願望，就是為了延長受咒裝刻印消磨而所剩無幾的生命。
身為十二騎將首席時樹立了許多敵人，因此暗殺者絡繹不絕的找上門，其中神人便是找上門的暗殺者中最強的一位，不過當時依然以壓倒性的實力將作為暗殺者的神人擊敗。後來對神人起興趣後便以解放蕾斯提亞為條件，雇傭神人成為家裡的「女僕」（主要原因則是為了隱藏其身為男性精靈使身份的事實），讓神人負責家務的同時，也負責對付上門的暗殺者，這段期間也以親身體驗的方式教授了神人自己的「絕劍技」。
於精靈劍舞祭決賽前以觀戰為名義來到比賽場地，在教導神人絕劍技奧義終之型「天絕閃衝」後，由於長期受到心臟上的咒裝刻印影響，而導致神威經絡斷絕，完全失去了精靈使的能力。
- 契約精靈：艾維德
- 屬性：魔精靈
- 精靈魔裝：興風者（Storm Bringer）

芙蕾亞·古蘭朵（Freya Grandol，聲：嘉數由美）
年齡：20歲（？）
烏鴉班的教師，影精靈使。葛雷沃絲少數可信的人，常常被葛雷沃絲使喚去作一些只有間諜才會作的事。
- 契約精靈：影子僕從
- 屬性：影精靈

##### 風王騎士團
拉卡（聲：鈴木繪理）
短髮的男孩子氣少女，與艾莉絲、蕾西雅組成小隊。
礦山都市之戰中受了重傷後，知道自己無法參加精靈劍舞祭，因此解散隊伍，讓艾莉絲跟史卡雷特隊一起行動。
- 契約精靈：卡布拉冈
- 屬性：地精靈
- 精靈魔裝：破岩之鎚

蕾西雅（聲：橋本千波）
綁著麻花辮的少女，與艾莉絲、拉卡組成小隊。
礦山都市之戰中受了重傷後，知道自己無法參加精靈劍舞祭，因此解散隊伍，讓艾莉絲跟史卡雷特隊一起行動。
- 契約精靈：半魚人
- 精靈魔裝：冰之劍（名字不明）

琉絲卡
風王騎士團成員，第十二集時被派去看守神人的兩人之一，後被神人擊暈。
佛洛潔
風王騎士團成員，第十二集時與神人同樣負責學院都市警備任務，也是佛洛潔小隊的隊長。

##### 其他學生
蒂娜蕾（聲：諏訪彩花）
魔鏡精靈使。
艾爾莎（聲：田頭里奈）
金剛精靈使。
荷林-夏蕾亞
短篇集出場，德魯伊是與自然共存的精靈使。
史凱翠-琳
愛卡-薛納
蕾絲塔-麥雅
短篇集出現其名，捲入巨乳精靈事件的學生。

### 艾爾斯坦因家
波爾弗拉姆·艾爾斯坦因
帝國名門艾爾斯坦因公爵家的家主，克蕾兒與露比亞的父親。
因為長女露比亞引起的事故，被帝國責備且沒收了領地與爵位，並與妻子一同被捕入獄，直到克蕾兒在精靈劍舞祭中獲勝，並且在菲雅娜幫助下才得以釋放。
克蕾兒·艾爾斯坦因
詳細請參見Team·Scarlet「克蕾兒·露裘」。
露比亞·艾爾斯坦因
詳細請參見煉獄使徒「紅蓮卿／露比亞·艾爾斯坦因」。

### 法蘭格爾托家
艾莉絲·法蘭格爾托
詳細請參見Team·Scarlet「艾莉絲·法蘭格爾托」。
薇爾賽莉亞·伊娃·法蘭格爾托（Velsaria Eva Fahrengart，聲：佐倉綾音）
比艾莉絲大兩歲的義姊，藍巴爾戰爭后沒落的下級貴族少女，由於預見到了她作為精靈使的才能，因此被法蘭格爾托家族作為養女收養。
人稱「學院最強精靈使」，有件只有學院第一位才可以穿著的帶有名譽象征的純白色外套。
原艾雷西亞學院風王騎士團團長，但因手法太嚴厲，雖然也有人反抗，不過全被打敗，但最終因引起上等貴族不滿而被免去騎士團長的職位。
三年前曾參加過精靈劍舞祭，但在初戰中就被蓮·阿休貝爾打敗，由於當時神人只是為了蕾斯提亞而戰鬥因而無視對手，這令薇爾賽莉亞心靈受傷。之後性格大變，變得任何事都完全靠力量進行壓制，不斷地渴求力量，希望令蓮·阿休貝爾認同自己的存在，最後更用了咒裝刻印。但最終再次被神人以團隊合作打敗，之後明白了團隊合作擁有的力量比一個人的力量更強，並在被神人打敗時得知神人是蓮·阿休貝爾。
最後雖然被神人用愛思特的力量消去了刻在心臟上的咒裝刻印，但由于數年的積累，一瞬噴出的詛咒卻破壞了控制神威代謝的經脈，使得作為精靈使而復歸，不知要花多少年的時間，及後被精靈騎士護衛著移送帝都，在離別時除了向艾莉絲道歉，更拜托神人在以後的日子要幫助艾莉絲。
在神人與艾莉絲的祖父談話時得知其實也對神人有好感。
自願被收容至巴爾薩斯監獄的最下層，其後於第十三卷被露比亞等人救出。
- 契約精靈：某個古城之下的古代封印精靈無畏戰艦（Dreadnought）
- 屬性：土精靈
- 精靈魔裝：寂靜要塞（Silent Fortress）

席格那斯·法蘭格爾托（聲：斧篤）
艾莉絲與薇爾賽莉亞的祖父。

### 勞倫弗洛斯特家
琳絲蕾·勞倫弗洛斯特
詳細請參見Team·Scarlet「琳絲蕾·勞倫弗洛斯特」。
尤蒂亞·勞倫弗洛斯特
奧地西亞帝國的名門貴族勞倫弗洛斯特伯爵家的次女。在姊妹中也是能力優秀的姬巫女。
4年前因為〈大雪祭〉祭祀儀式失敗招致水之精靈王的憤怒，被關在永遠解不開的咒冰中，以不變的身姿持續沉睡在勞倫弗洛斯特領地。
事實是舉行儀式的時候〈異界黑暗〉也企圖伸展到人界侵蝕，因尤蒂亞擁有優秀的姬巫女資質，而被〈異界黑暗〉侵蝕發狂，伊莎莉亞·汐娃為了抵禦在人界召喚的黑暗實體被關在咒冰中。
神人等人在元素精靈界解放精靈王的瞬間，被封印於咒冰之中的黑暗也與活性化的〈異界黑暗〉相互呼應，重獲力量。接著以〈冰華女王〉身分接觸艾爾菲姆族，並洗腦他們召喚〈吉尼特拉〉，之後融合開始大肆破壞。最終在神人、琳絲蕾和露米娜絲與〈吉尼特拉〉的決戰後被分離出來，昏迷後被抬進溫特葛夫城的琳絲蕾的房間。
米琉·勞倫弗洛斯特
奧地西亞帝國的名門貴族勞倫弗洛斯特伯爵家的三女。
性格天真爛漫且早熟，且會捉弄姐姐琳絲蕾，不過仍然很敬愛她。
將神人視為姐姐將來的丈夫，並稱其為「神人哥哥」。
葛萊斯·勞倫弗洛斯特
勞倫弗洛斯特邊境的領主，琳絲蕾的父親。
卡蘿（Carol，聲：田中真奈美）
琳絲蕾的女僕，不是精靈使。
和琳絲蕾的感情非常好，有捉弄琳絲蕾的一面。
此外也是一名超級迷糊的女僕，和主人相反，不會家務及料理而且是路癡。基本上和主人的立場相反，是由主人照顧女僕。琳絲蕾不在時，早上自己一個人會因低血壓而難以起身，三餐沒有吃足。甚至會把洗的衣物弄得滿是泡泡，被神人評價為超級沒用的女僕。
曾令神人懷疑卡蘿是如何通過勞倫弗洛斯特家的雇傭測試，但後來被琳絲蕾告知仕奉勞倫弗洛斯特家的采用標準，首先是要有足夠可愛。
娜塔莉
勞倫弗洛斯特家的女僕長，也是〈白狼騎士團〉的騎士團長的精靈騎士。
第13卷時款待到達溫特葛夫城的神人和琳絲蕾，隔日帶領〈白狼騎士團〉迎擊襲擊溫特葛夫城的無數的冰龍。
- 契約精靈：不知名的小型狼
- 精靈魔裝：不知名的槍

米拉·帕榭
詳細請參見烈破師團「米拉·帕榭」。

### 其他貴族
康蘭德
奧地西亞帝國的宰相。

### 十二騎將
現在的〈十二騎將〉並不是過去像騎士一樣全員都是擁有卓越戰鬥技能的精靈騎士，現在裡面有精通儀式的專家，有博學的智者，也有精通魔道具製作的姬巫女等。
目前第七位和第十一位的位子都還空著。
葛雷沃絲·雪爾麥斯
曾經是首席。詳細請參見艾雷西亞精靈學院「葛雷沃絲·雪爾麥斯」。
琉璃葉·李察爾蒂（Lurie Lizaldia）
「十二騎將」中的第八位，通稱「奇跡之手」。十分熟練治癒的術式，是最高位的「治癒師」。
精靈劍舞祭期間陪同奧地西亞帝國的觀戰團來到會場，以備王族出現意外的時候。
在和神人見面時，已說神人將會在精靈劍舞祭收到十二騎將的推薦，但其實當神人以蓮·阿休貝爾活動時就已經收到了，不過卻拒絕了，現在也表明無意成為十二騎將，最後琉璃葉只說奧地西亞帝國隨時都會歡迎神人加入就離開。
真正身份是神聖路基亞王國的政治組織「聖法機關」的成員，打算與米蕾亞一起奪取並控制〈殲魔聖劍〉。12卷時在戶外為喪失了記憶的神人治療，但其實是想提取其記憶。
真正名稱為 尤格多蕾-仙特-埃蘇裏提斯 ，亦是十五年前精靈劍舞祭冠軍。
- 契約精靈：聖精靈、魔精靈
- 精靈魔裝：哀慟之劍（Mournblade）［魔精靈］

薇蕾·布蘭福德（Villey Branford）
「十二騎將」中的第九位，15歲，帝國諜報機關〈暗部〉的特務騎士。使用武器是發射精靈礦石的手枪。
忠於帝國，十四卷時協助神人潛入帝都。
狄內·蘭伯特
「十二騎將」中的第四位，與大地精靈訂下契約的精靈騎士。
蕾絮琪·韓修齊托
有著重力女王的別名，「十二騎將」的第三席。
真正身份是神聖路基亞王國的政治組織「聖法機關」的成員。
賽菲菈
「十二騎將」首席。第十四卷只提到其名。
亞雯
「十二騎將」次席。第十四卷只提到其名。
艾拉綺爾
「十二騎將」某席。第十五卷出場，未提到第幾席，率領空戰騎士團攔住神人去路，被神人一騎討擊敗當做人質後讓路。
雖然忠於帝國，但為人古板不知變通。
亞蓮朵拉·伊瓦·阿拜因
「十二騎將」第七席。第十八卷出場，率領帝國騎士團包圍學院，是廣爲人知的〈虛無精靈〉使役者。
羅紗米亞•艾修爾
「十二騎將」的第二席，是最高階級的特務騎士。第十九卷出場。
她的年紀已經超過二十五歲，是十二騎將中最爲年長的。〈天眼〉，能使用〈千裏眼〉的精靈魔術。

### 教導院
風早神人
詳細請參見Team·Scarlet「風早神人」。
穆亞·亞蘭詩多
詳細請參見煉獄的使徒「穆亞·亞蘭詩多」。
莉莉·芙蕾姆
詳細請參見煉獄的使徒「莉莉·芙蕾姆」。
吉歐·因札奇（Jio Inzaghi，聲：松岡禎丞）
自稱為魔王的繼承者，但並不是精靈使，只是個愚昧狂妄的魔王失敗品。全身的「刻印」只是用來掩飾的刺青，全身植入了刻印。
自稱能使用72柱精靈，然而所使用的其實全部都是一次性的封印精靈而非一般的契約精靈。曾使用的精靈包括：牙狼精靈（WolfFang）、破雷精靈（Blast·Gear）、劍精靈（Falchion）、風精靈（Aerial）、魔光精靈（Shining·Ray）、魔鏡精靈（Miroir）、劍精靈（Gradius）、腐毒精靈（Rafflesia）、死精靈（Thanatos）。
在和蕾斯提亞合作期間知曉神人就是蓮·阿休貝爾。
蓓爾卡
迪莉雅
西絲卡
皆為教導院出身，精靈使。

### 阿爾法斯教國

#### 王族
拉吉哈爾·卡恩
阿爾法斯教國的教主，年齡超過80歲，曾在過去兩次蘭巴爾戰爭當中生存下來。作為教主以堪稱完美的手段職掌著教國，由於阿爾法教國是崇拜魔王的國家，又是骸聯盟大本營的所在，其中私底下秘密研究咒裝刻印的流言不斷流出，因此教國一直以來都是各國非議的對象，然而一直以來未能因而發生戰爭的主因全都是靠著拉吉哈爾的政治手腕與外交手腕，是作為一國支柱不可或缺的人物。
12卷時在自己的宮殿「魔蠍宮」遭到被教主謀取身體的雪拉·卡恩以曲刀割喉殺害。
 雪拉·卡恩（Sjora Kahn）
〈煉獄使徒〉副將。耶魯法斯國的長公主，享有「黃昏魔女」繼承者美譽的魔精靈使。
身穿煽情的舞孃風衣，面部覆有薄薄的面紗，有著令人聯想到致命毒蛇的青色頭髮。
偽裝成「朱雀」凜音與〈Team·Scarlet〉交戰，並在戰鬥中收下神人的影子。更擄走有著闇之精靈姬潛質的菲雅娜。
之後化為蓮·阿休貝爾和前來營救菲雅娜的克蕾兒等人交戰，最終被神人的絕劍技破之型「烈華螺旋劍舞‧十五連斬」打敗，戰敗後身體遭到「蛇」的教主奪走。
把露比亞從教導院所帶來的成員再教育成為了自己的私兵，其後更利用芬里爾的記憶去找水之精靈王的分身，但最後也失敗了，而芬里爾更被愛思特解救。
- 契約精靈：混沌之譏、混沌獵曲（身體被奪走後）
- 屬性：魔精靈
- 精靈魔裝：混沌的假面

莎拉蒂·卡恩
阿爾法斯教國的第二王女，16歲，與第一王女雪拉·卡恩為雙胞胎姐妹。統率教主親衛軍的將軍。
其精靈魔裝「千億之夜與百億之日」是魔導書，能召喚無數精靈。
12卷時對抗來犯的第一王女雪拉·卡恩，但親衛軍及自身的精靈因米蕾亞·聖緹斯的〈異界之闇〉而全部狂暴，令敎主被殺，最後更被教團兵拘禁。
- 契約精靈︰不明
- 精靈魔裝：千億之夜與百億之日（Alf Layla Wa Layla）

#### 其它
帕米拉
從小就負責照顧雪拉的起居,可以說是她的頭號心腹，十五卷出場並發現雪拉被教主侵佔，而被滅口。

#### 魔王教團
教主
阿魯法斯教國的魔王教團的最高領袖。在精靈劍舞祭時，殺害任務失敗的雪拉·卡恩並奪去其肉體。
與神人一樣都是魔王資格者，不過與神人不同，他是只能靠著奪取他人身體來行動的思念體，只能算是次位的繼承者，被賦予的力量也只有跟作為失敗品的羅亞同等級而已，因此他真正的目標是奪取神人的身體。
在返回阿爾法斯教國後，率領200名教團精兵攻陷魔蠍宮，把教主（拉吉哈爾·卡恩）殺害並成為新任教主。

#### 骸聯盟
薇薇安·梅洛莎（聲：櫻井浩美）
有一頭翡翠色長髮的亞人種艾爾菲族的女性。
表面上是一名於學院都市內的餐廳工作的女侍應，實際是專門販售咒裝刻印的〈骸聯盟〉的商人兼研究員。
曾經也是艾雷西亞精靈學院的學生，當時已經在研究咒裝刻印了。

### 神聖路基亞王國

#### 聖靈騎士團
露米娜絲·仙特·雷羨德（Luminous Saint Raisin）
19歲，本屆的精靈劍舞祭中年紀最大的參賽者，在三年前的精靈劍舞祭決賽中輸給蓮·阿休貝爾，並對此耿耿於懷。
有著「聖騎士」的封號，是個強大的聖精靈使用高手。靠著屬性抗性讓當時的神人陷入一場苦戰過。
並不知道神人就是蓮·阿休貝爾，只清楚蕾斯提亞是「貫穿真實之劍」。
最後被突然解放真名的史卡雷特打敗，並被史卡雷特搶走了魔石而退場。
小說第13卷中，繼續追蹤蕾斯提亞，途中遇上吉尼特拉，期間團員都因咒冰而沒法戰鬥，為保護團員而接受了神人的邀請，兩人合力迎戰吉尼特拉，最後在神人使用「絕劍技」時得知了神人就是蓮·阿休貝爾。
- 契約精靈︰?
- 屬性：聖精靈
- 精靈魔裝：劈石劍（Murgleis）

耶拉·西德爾（Ayla Cedar）
聖靈騎士團的特務兵。擅長利用陷阱進行戰鬥，懂得使用封絕結界及「轉移」系的魔術「瞬影」。
其契約精靈擁有追蹤和氣息遮斷的技能，用普通的方法是感知不到的。
小說第13卷中，與露米娜絲繼續追蹤蕾斯提亞。
- 契約精靈︰影狼
- 屬性：影精靈

阿爾塔·裏特（Alda Reed）
聖靈騎士團的成員，露米娜絲的左右手。
擅長使用其精靈魔裝所變化而成的鐵鏈鐵球。
在比賽期間襲擊由克蕾兒手上帶走蕾斯提亞的菲雅娜，期間和亂入的龍皇騎士團的成員偶然一齊攻擊神人，最終因見識到短暫覺醒為魔王的神人的力量後就完全喪失了戰意。
小說第13卷中，與露米娜絲繼續追蹤蕾斯提亞。
- 精靈魔裝：破碎的曙光

蘭薩·凱羅德
聖靈騎士團的弓兵。
和露米娜絲圍攻克蕾兒和蕾斯提亞時被突然解放真名的史卡雷特打敗，並被史卡雷特搶走了魔石而退場。
小說第13卷中，與露米娜絲繼續追蹤蕾斯提亞。
艾夏
聖靈騎士團成員。第13卷出場。
亞妲
聖靈騎士團成員。第13卷出場。

#### 聖法機關
米蕾亞·聖緹斯（Millenia Sanctus）
神聖路基亞王國的樞機。外表是12、13歲的少女，左眼有一眼罩，左眼寄宿著〈異界之闍〉。
被王國差遣的外交特使，被派至教國並與教國內部的魔王教團接觸。
她們是自聖劍〈護界神•愛思特〉碎片誕生的——〈天使〉與精靈的融合體，共四個。

#### 其他
伊涅潔-桑德拉
聖路基亞騎士團的團長。第17卷出場。

### 多拉古尼亞龍公國
巴哈姆特
龍皇，多拉古尼亞之王，龍精靈。十五卷出場，被封印，實力十不存一，通常以少女外貌存在。

#### 龍皇騎士團
代表多拉古尼亞龍公國出賽，本身按照鋼鐵紀律行動而散發出強烈的存在感。契約的皆為龍精靈。以第三名之姿晉級決賽。
蕾奧拉·蘭卡斯特（Leonora Lancaster）
龍皇騎士團的團長，有著「龍公女」的別名。是個留著一頭齊肩黑髮，容貌端正的美少女。頭上戴著貝雷帽，身穿半點摺皺都沒有的黑色軍裝。
眼力不太好，閱讀時會戴上眼鏡，平時進行劍舞時都是靠著精靈魔術補強。為了提昇和精靈交感的能力，本身並沒有穿著內衣的習慣。
有著名為「龍血」的特異體質，覺醒時會讓原本的黑色瞳孔轉變為火紅色。除了力量的增強，性格也會轉變，比原先大膽許多。
在兩年前的龍皇騎士團入團測驗上曾因龍血覺醒，只耗費短短幾分鐘便打敗了所有參加測驗的騎士團候補生。
因每次戴眼鏡都會被神人稱讚，所以已經認為神人是眼鏡控。
起初多拉古尼亞龍公國曾下令要蕾奧拉斬下神人下半身的某處，以免神人將來對多拉古尼亞龍公國的姬巫女出手。但當多拉古尼亞龍公國的軍部在觀察了神人和蓮·阿休貝爾在晚會的戰鬥後，下達了世界只有一人的男性精靈使這個優秀的「種」就此滅絕實在可惜的結論，之後就希望蕾奧拉能色誘神人以此得到神人的「種」及令神人對多拉古尼亞龍公國奉上永遠的忠誠。
首戰被神人打敗後開始產生異常好感，之後更在決賽前天進行等同於約會的邀約。
在決賽時，一人強襲煉獄使徒的據點，期間把爭取時間的莉莉打敗，之後和神人遇見，最後兩人都遵守了約定，而戰鬥時更使用魔裝展開來和神人戰鬥，最终被神人使用不完全的終之型‧天絕閃衝打敗，其後被神人拜託幫助艾莉絲及琳絲蕾一起對抗雪拉。
現在的內衣好像只有和神人約會的時候神人所挑選的有泳裝功能的內衣。
- 契約精靈︰尼德霍格
- 屬性：魔龍精靈
- 精靈魔裝：弒龍聖劍（Dragon Slayer）
- 魔裝展開：巴爾蒙克

尤利·艾希德（Yuri Elcid）
龍皇騎士團的副團長，多次見證過蕾奧拉龍血覺醒的模樣。
在決賽前一天，幫蕾奧拉把寫有等同於約會的信交給神人。
在決賽中，獨自和借用蓮·阿休貝爾之名的露比亞戰鬥，最终慘敗，被搶走了魔石而退場。
- 契約精靈︰林德虫
- 屬性：赤龍精靈
- 精靈魔裝：斧槍（名字不明）

### 羅素貝爾公國

#### 烈破師團
代表羅素貝爾公國出賽。穿著統一的白底紅襯騎士裝。成員全都是強力的聖精靈使用者。在與涅般德·羅亞交戰後將近全滅，因力量不足而和〈Team·Scarlet〉成為暫時同盟，期限為到打倒涅般德·羅亞為止。
 米拉·帕榭（Milla Bassett）
13歲，本次參賽最年輕選手。有著波浪狀的深棕色頭髮，左右相異的眼睛：紺碧色的右眼與琥珀色的左眼。
左眼為十分稀有的封魔眼，封印著戰術級的軍用精靈。卻也因此讓雙親所懼怕，而被賣給羅素貝爾公國。
被作為精靈劍舞祭勝出的兵器，兵器、道具般的對待而讓情感喪失，有著和神人類似的過去。
本身的契約精靈因能力過於強大，得在烈破師團的全員操控下才能正常運作。
被〈Team·Scarlet〉感化，把封魔眼的能力透過和據點連接發揮出來，但也因此導致力量喪失，以後放下其魔石自動退出比賽。
由於背叛祖國的期待而被驅逐，之後被米琉雇為專屬女僕，接受勞倫弗洛斯特家的政治庇護。
對神人也抱有好感。
- 契約精靈：霸軍精靈‧聖王的師團
- 屬性：聖精靈
- 召喚術式：
－－高潔聖王的忠誠騎士團啊，汝等之劍乃鋤強扶弱之力，
－－故吾於此以偉大聖王之名號令汝等，集結於吾之戰場，為吾舉劍奮戰吧！

葉西兒
史黛拉
烈破師團成員。

### 庫那帝國

#### 四神
代表庫那帝國出賽，默契度十分高而擅長團體戰術。操控強大的四大神獸精靈。穿著有著異國風情，散發出和學院大小姐不同的魅力。因中雪拉的計謀而失去三個成員和大量護石，之後和〈Team·Scarlet〉成為暫時同盟，期限為到打倒雪拉為止。
琳妃·秦·庫納（Linfa Sin Quina）
庫那帝國第三皇女兼〈四神〉的指揮官，能夠使用儀式魔術來改寫他人儀式演舞，增強自己成員能力。
嬌小的身軀曾讓神人誤以為她比米拉的年紀還小，其實年齡和神人等人相同。
- 契約精靈：麒麟
- 屬性：神獸精靈
- 精靈魔裝：神仙羽衣（Seraphim Feather）

「白虎」蕭芙（Shao Fu）
精力充沛的白髮美少女，〈四神〉的王牌主將。擅長格鬥，是暗殺拳的使用者。
能夠使用肉眼無法辨識的衝擊波來破壞對手內臟的「虎咆殺」、製造風之衝擊波的「王牙咆哮」。
在初次和神人對戰後，就明白神人不是傳聞中惡逆無道的鬼畜王，是少數認同神人並非像傳聞中一樣的人。
和神人的關係已經能到不加拘束交談的地步了。
- 契約精靈：白虎
- 屬性：神獸精靈
- 精靈魔裝：神虎牙

「青龍」勞鈴（Rao Rin）
扎著團子頭的黑髮少女，與白亞互為姊妹。
由於青龍精靈的屬性為水，因此可以自由自在地變換刀刃。
- 契約精靈：青龍
- 屬性：神獸精靈
- 精靈魔裝：青龍刀

「玄武」白亞（Hakua）
扎著團子頭的黑髮少女，與勞琳互為姊妹。和蕭芙一樣都是暗殺拳的使用者。
能夠使用給予地面衝擊製造塵土，藉此混淆對手視線的「地轟雷」。
- 契約精靈：玄武
- 屬性：神獸精靈
- 精靈魔裝：不知名的盾

「朱雀」凜音·夏爾瑪（Rion Sharma）
被委以了對〈煉獄使徒〉的據點進行偵查的任務，但被雪拉偵測到並擊敗。
朱雀精靈化成的棍棒可以吸收火焰。
- 契約精靈：朱雀
- 屬性：神獸精靈
- 精靈魔裝：不知名的棍

### 煉獄使徒
代表阿爾法斯教國出賽，以第一名之姿晉級決賽。
 紅蓮卿／露比亞·艾爾斯坦因（Cardinal／Rubia Elstein）
阿爾法斯教國代表－－煉獄使徒（チーム・インフェルノ）的總帥，以「蓮·阿休貝爾」自稱。
真正身分為，奧地西亞帝國的名門望族艾爾斯坦因公爵家的長女、克蕾兒的親姐－－露比亞·艾爾斯坦因。亦是與〈魔王〉對立的〈聖女〉的轉生者。
原為侍奉火之精靈王的精靈姬，於四年前突然從祭殿將最強的炎精靈「萊瓦汀」奪走。然後銷聲匿跡。此舉帶給奧地西亞帝國前所未有程度的大災，因而被世人咒稱為「災禍的精靈姬（Calamity Queen）」。
之所以背叛國家和家人，是因為火之精靈王再三要求克蕾兒的艾爾斯坦因之真火（性命）為貢品，露比亞再三請求都被拒絕了。最終露比亞打破了神儀院的禁忌，走向了真祭殿最深處親自去拜見火之精靈王，但是在被巨大簾子所覆蓋的玉座上的是，一個連露比亞也會因為純粹的恐怖顫抖了起來的存在。最後就將最強的炎精靈「連瓦汀」奪走，然後銷聲匿跡，來開始計劃讓神人覺醒為魔王的事。
能以自身意志引發火炎，本人也能使用艾爾斯坦因之真火。似乎因為裝了咒裝刻印，而擁有著難以想像的強大神威，單以精靈魔法創造出來的炎劍，就可以和使用愛思特的神人交手。實力之強，甚至讓神人認為即使是三年前身為最強劍舞姬的自己也未必能夠戰勝她。
和連瓦汀契約的代價是奉上自己的性命，但契約時間十分短暫，所以為了維持契約，將精靈刻印設在心臟。而連瓦汀就在露比亞敗北時，打算索求契約代價而顯現了，但被神人阻礙，最終神人利用愛思特的力量，切斷了露比亞和連瓦汀間的契約。
懂得使用只有最高位姬巫女才有資格詠唱的回復魔術「鳳凰之血」，「鳳凰之血」是火屬性唯一的治愈魔術。
為復甦被除名的闇之精靈王而以蓮·阿休貝爾之名參加精靈劍舞祭，並正在尋找闇之精靈姬候補。於第十卷時為了讓神人覺醒為〈魔王〉而將克蕾兒捉走，並奉其為〈闇之精靈姬〉，最終被神人用「天雙絕閃衝」打敗。
最後在和神人等人談了一陣話後，就把自己的魔石扔給神人，退出比賽。
目前因為神人的一句話「露比亞，我拼了命也會守護好你的」，也對神人有了戀愛的心。
現在因被教主暗算，令自己帶來的教導院成員，都被教主再教育成為了教主的私兵，其後在危急關頭被穆亞及莉莉所救，之後就三人一起行動。
於第十三卷時攻陷巴爾薩斯監獄。
和蕾斯提亞的理念不同，認為精靈王是要殲滅而不是解放。
事實上露比亞算是神人、穆亞、莉莉等前教導院的恩人，由於露比亞滅掉教導院組織，讓神人等得以自由，所以神人對於露比亞的感覺是曾經的救命恩人。
- 契約精靈︰連瓦汀（Laevatain）
- 屬性：炎精靈
- 精靈魔裝：劍
- 魔裝展開：無限煉獄

蕾斯提亞
詳細請參見主要契約精靈「蕾斯提亞」
 穆亞·亞蘭詩多（Muir Alenstarl）
對神人有著異常的仰慕，稱呼神人為兄長大人。
〈教導院〉中實力排名第二，是僅次於神人的強者。軍用精靈使，有著「怪物」的稱呼。
有著能讓精靈發狂的特殊能力，因此意外的讓自己出生的小村莊毀滅，被帶到教導院後被刻上咒裝刻印－－愚者之巨鉗（Jesters·Vise），有著能夠讓精靈聽命於自己，而進行瘋狂的毀滅攻擊的能力，因為有著會讓精靈毀滅目標的同時，也將自己毀滅的特性。因此本身並沒有特定的精靈契約，對她來說精靈是一次性消耗品，而且只有能夠承受愚者之巨鉗的強力軍用精靈才能讓穆亞使用，長期使用也會對身體帶來嚴重負擔。
其仰慕的心態已到病嬌了，認為神人是只屬於自己的，不准其他人接近，所以打算殺死接近神人的女性。認為Team‧Scarlet的成員是誆騙哥哥的狐狸精。
之所以稱神人為兄長大人，是因為只有神人沒有拒絕自己。在穆亞眼中，世界是拒絕了穆亞的（因有著能讓精靈發狂的特殊能力），以及因為當時神人邀請穆亞成為朋友但被拒絕，之後神人就以妹妹來稱呼穆亞，而穆亞也因不是朋友而是妹妹就接受了。
不時會以「殺了你」這句話恐嚇莉莉，以逼莉莉聽從自己的行為。
在教導院期間是和神人及莉莉三人一組來執行任務。
在決賽期間和神人進行了戰鬥，最終被打敗，而右手上的咒裝刻印也因過度使用而消失了。之後神人並沒有搶走穆亞的魔石，而是邀請穆亞也去和自己一齊在艾雷西亞精靈學院生活。但最終穆亞並未答覆，就在神人睡着時，在神人身邊放下魔石自動退出比賽，本人認為自己一直都是在黑暗中生存的怪物，已經無法融入陽光之中了。
期待下次和神人再次相見並再一次「玩耍」。
從教主手中救了露比亞後，宣稱和露比亞結下同盟，是因為大家都沒有去處，及雖然討厭露比亞，但比起露比亞更討厭教國，以及稱只要莉莉離開自己就什麽都辦不到了。
於第十三卷時攻陷巴爾薩斯監獄。
- 曾使用精靈：破壞精靈（Death·Ge"ez）
- 屬性：軍用精靈

 莉莉·芙蕾姆（Lily Flame）
〈教導院〉中實力排名第七，別名「蠱毒」，亞人種艾爾菲族的少女。
屬於專職諜報的精靈使。忠於現在的蓮·阿休貝爾（露比亞·艾爾斯坦因）。
在教導院期間是和神人及缪亞三人一組來執行任務。
在小隊中是負責料理的人。
在決賽開始不久後就和艾莉絲對戰，並在就快打敗艾莉絲之時，神人突然出現幫助艾莉絲，最終不敵神人，暫時撤退，其後在露比亞進行闇之精靈姬的儀式時，為爭取時間而獨自迎戰蕾奧拉，最終也不敵蕾奧拉。
對露比亞非常忠誠，因露比亞將莉莉等人從〈教導院〉中解放出來，並當常人對待，至此莉莉曾說毫無侍奉他人的打算，只會侍奉露比亞。
於第十三卷時攻陷巴爾薩斯監獄。
- 契約精靈︰泰坦尼亞
- 屬性：魔樹精靈

涅般德·羅亞（Nepenthes Lore）
全身穿戴漆黑甲冑的黑色騎士，籠罩著一股難以言喻的異樣氣息，被稱為前任的魔王繼承者。
在露比亞的禁咒下甦醒，之後被蕾斯提亞當做使神人覺醒的媒介。
真實身分為魔王意念具體化之後的產物，亦可視為魔王的私生子。
能夠放出奪走精靈使神威而強化自己的鎖鏈，單靠此項能力便擊敗了許多隊伍。
最後被神人的絕劍技破型「烈華螺旋劍舞‧十六連斬」打敗後消滅。
雪拉·卡恩（Sjora Kahn）
詳細請參見阿爾法斯教國王族「雪拉·卡恩」

### 精靈王
伊莎莉亞·汐娃（Iseria·Seaweed）
水之精靈王，其擬人化的雕像是胸前抱著水瓶的女性。
三年前中，被精靈劍舞祭奪勝的神人暗殺，使得伊莎莉亞被解放，其後立即分裂出一個分身出來，並把分身轉移到地下城。
而其分身一開始是一名被封印了記憶，力量幾乎都殘留在本體的小女孩，是穿著姬巫女裝的少女，相當容易被琳絲蕾所煮的食物吸引。
分身曾在地下城被琳絲蕾所煮的食物吸引而現身，其後為報答琳絲蕾給予食物的恩情就帶其走出地下城，雖然自己知曉地下城的出入口，但自己在封印解開之前並不能離開。
其後再次被琳絲蕾所煮的食物吸引而現身，並帶領神人等人前往失落的祭壇找被露比亞帶走的克蕾兒。
在小說第十一卷中，在琳絲蕾等人的幫助下成功取回自己的真名、部分記憶及力量，其後利用自己的部分力量，把加護給琳絲蕾使得其能幫助神人和芬里爾戰鬥，最後並告知神人等人精靈劍舞祭的成立原因，及精靈王等發狂的事及原因。
基本上和愛思特一樣，力量幾乎都殘留在本體，但其所擁有的力量，還是遠遠淩駕于一般的精靈之上。
分身和琳絲蕾的關係好得如同姐妹。

### 其他人物
艾蕾西亞·伊蒂絲（Areishia Idriss）
於數百年前打倒魔王的少女，被人稱為「救世的聖女」的精靈使，愛思特的前主人。
事實上本身並不願意成為聖女，只是五大精靈王為防闇之精靈王轉世而佈下的一顆棋子。
在最終與所羅門的決戰中以愛思特的力量將其斬殺，但隨即被愛思特的詛咒傷害特性影響，全身變成精靈礦石而死。
在現世轉生為露比亞·艾爾斯坦因之後，決定幫助魔王復活，推翻五大精靈王。
上述設定被作者修改，聖女變成被聖之精靈王亞曆山卓斯靈魂所寄宿，目的變成要開啟異界大門,毀滅舊世界，建立新世界。
所羅門
世上第一位男性精靈使，曾率領72柱強大的契約精靈，給這片大陸帶來災難的魔王。當時蕾斯提亞是其所使役的最高位的闇精靈。
事實上是闇之精靈王的轉生體，但是卻在蕾斯提亞引導前就先自我覺醒，因此未能成為完全的魔王，在瘋狂暴走為世間帶來災禍後，被愛思特及其前主人艾蕾西亞所斬殺。
蓮·阿休貝爾（Ren Ashbell）
三年前僅以十三歲的年紀稱霸精靈劍舞祭中個人戰，人稱「最強的劍舞姬」的精靈使。
以闇精靈的精靈魔裝「貫穿真實之劍」為標記，其華麗美妙的劍舞擄獲所有人的目光，連敗於他手下的精靈使與其支持者也被其吸引，甚至連因為露比亞的背叛，而將整個奧地西亞帝國予以火之洗禮的火之精靈王，也是因為他的出現而平息怒火。是歷代精靈劍舞祭獲勝者中人氣最高的一位，為所有少女的仰慕對象，克蕾兒等人也不例外。
三年前從精靈劍舞祭中獲勝，並向精靈王許下願望後便消失於人前，當時以蓮·阿休貝爾的假名參加精靈劍舞祭的是神人，而現在以蓮·阿休貝爾之名參戰的則是露比亞。
席爾法-拉絲黛,風之精靈姬
妮雅-羅修卡,地之精靈姬
飛鈴-秦-庫那,水之精靈姬
蕊荷-阿爾米娜,火之精靈姬
琉蜜拉-雷羨德,聖之精靈姬
是獲許直接侍奉五大精靈王的精靈姬，在整個大陸上僅只有五名精靈姬，她們是立足於所有姬巫女頂端的存在。

## 用语
精靈
存在於這個世界平行的元素精靈界的生物。
遇上同屬性的物品時能產生屬性共嗚，例如在第一卷時愛思特改變了艾莉絲的劍的形態。
精靈使
與精靈契约的人類，一般只有冰清玉潔的少女才能成為精靈使。
歷史上只出現了兩名男性精靈使，一位是魔王·所羅門，而另一位則是風早神人。
高位精灵
拥有人一样的身躯（除化为精灵魔装时外），非常稀有的强大的精灵。
封印精灵
并不是栖息在元素精灵界的精灵。而是精灵之中，作为古代强力精灵使的武器或防具而被封印的东西。大部分可能给人类招来灾厄、是在古时候被称为魔神或鬼神那样令人畏惧的存在。
军用精灵
契约精灵是透过与精灵使缔结契约的方式召唤，而军用精灵不需要缔结契约就能操控。好处是用途广泛，不需在乎精灵使的能力高低，只要有资质的人就能引出军用精灵一定程度的力量。但是，换句说军用精灵并不能发挥完整的力量。比方说，它没办法像契约精灵那样幻化成精灵魔装；同时，精灵与生俱来的力量也会受到局限。
战术级军用精灵
在军用精灵当中属于非常难以驾驭的一种精灵，如果有缪亚·阿莲斯塔露一类例外的专家也就算了——但普通的精灵使根本无法独自运用战术级军用精灵。想要顺利使唤它，必然需要动用到一支经过专门训练的集团。
战略级军用精灵
这种精灵威力强大，绝非单独一人所能控制，必须动用数百名精灵使来执行仪式神乐才能勉强压制住——堪称是破坏力绝伦的超强武器。在藍巴爾戰爭因条约封印了七只。
精灵王
管辖着构成世界的各种元素，是君临所有精灵顶点的存在。他们不仅仅是无比强大的精灵——说得更极端一点，他们就是这个世界。
神威
精靈使使役契約精靈或者使用精靈魔裝時，消耗的能量。
召喚術式
精靈使召喚精靈魔装是吟唱的咒语。
精靈魔装
是直接召喚精靈本身一部分的純化型態。
魔裝展開
精靈魔裝的真名解放，視使役精靈的種類，可以一口氣解放平時帶有限制的契約精靈的力量，但也可以說是解除限制讓精靈處于暫時性的暴走狀態。
魔裝展開的發動，有必要用劍舞讓精靈魔裝興奮起來先可以發動。
精靈劍舞祭
為了評選出最强的精靈使的比赛。
優勝者能夠由精靈王滿足一個願望。
但其實是精靈王為抑制自身的瘋狂而設下的布置。在這數百年裏，通過分予人類超乎常世的奇跡力量，精靈王才得以安定精神的系統。
據水之精靈王的分身所言，每當那股黑暗的侵蝕加深，精靈王就通知人間界舉辦〈精靈劍舞祭〉。期待著有朝一日能夠完全淨化那股侵蝕精靈王的黑暗。事實上「直到目前為止」，那股系統非常有用，但現在系統出現了破綻。
精靈礦石
一種特殊的石頭，能將精靈及精靈之力的一部分封印。
特別的精靈礦石包括精靈王之血及封魔眼。
精靈王之血
精靈礦石的一種，是在〈元素精靈界〉中的〈聖域〉採掘的特別的精靈礦石。能將一部分高位精靈的力量封印。
是一種國寶級的寶物，擁有金錢及權力都不一定能夠買到。
〈封魔眼〉
一種非常罕見的精靈礦石。〈封魔眼〉中通常封印著強大的賽亞人。
咒裝刻印
一種可以強行引發契約精靈力量的刻印，曾在大戰時期被廣泛利用，但由於其極強的危險性與超高的駕馭難度，而在大戰後被各國明令禁止。
可以使擁有者擁有幾乎無限的神威。
十二骑将
现在的“十二骑将”并不是过去像骑士一样全员都是拥有卓越战斗技能的精灵骑士，里面有精通仪式的专家，有博学的智者，也有精通魔道具制作的姬巫女等。
而第七位和第十一位的位子都还空着。
藍巴爾戰爭
目前一共發生了两次，小說設定在第二次藍巴爾戰爭後。
在這次戰爭完結後簽訂了很多條約，其中包括封印一共七隻的戰略級軍用精靈，禁止研究及使用咒裝刻印等等。
精靈戰爭
過去使元素精靈界化為焦土，精靈之間的大戰。持續了數百年的戰爭以後，據說最終是〈五大精靈王〉的陣營獲得了勝利。
大戰中的陣營分別是五大精靈王的陣營和揭起反旗的精靈們的陣營，而統率對抗五大精靈王的精靈陣營的人極有可能是第六位精靈王－闇之精靈王。

## 技能、精靈魔術

### 絕劍技
神人、葛雷沃絲所使用的劍技。有幾種類型。現在被人認為是蓮·阿休貝爾（神人）的劍技，但其實是葛雷沃絲所創的。
雖然強大，但同時會對身體造成很大負擔，因此神人亦不能把其發揮至極致，葛雷沃絲則是運用返老還童的願望來驅使自己的身體。神人的劍技是由葛雷沃絲所授，但訓練的內容相當不合理，猶如初型‧紫電是扮成暗殺者直接對神人攻擊，破型‧烈華螺旋劍舞是把神人直接帶到討伐魔神級精靈的戰鬥中直接教授，不過當時實際的訓練內容神人已不記得了。
初型〈紫電〉
部位破壞劍技。實際上只是衝刺的技能。
雙劍型〈紫電·改〉
紫雷延伸技。發動時，將雙手的精靈魔裝向外抽開衝刺，隨後擊碎敵人的武器。
二型〈流星〉
紫雷延伸技。發動時，跳躍至空中，隨後將墜落的力量加上神威向敵人進行攻擊。
三型〈影月圓舞〉
對多人用的大範圍殲滅劍技。發動時，以單腳為軸心、像旋風般旋轉向敵人發動斬擊。
四型〈焰斬〉
針對炎屬性的特殊劍技。發動時，斬擊的旋風會捲走火炎並將其吸收，而精靈魔裝則會被授予火焰屬性。'
六型〈破碎之牙〉
武器破壞劍技。發動時，用猛烈的拳擊打向刺在目標物上的劍柄，衝擊力透過劍身貫穿目標物。
七型〈咬龍〉
對空防禦技。發動時，將精靈魔裝對著空中的敵人並釋放神威，藉此抵銷衝擊。
破型〈烈華螺旋劍舞〉（轉化為魔王劍後於攻擊的同時可放出黑雷，改名為破型〈烈華螺旋劍舞・黑雷〉）
對精靈用的破壞劍技，此為二刀流劍技，但神人可以用一刀流展現此劍技，若是能將此劍技發揮至極致，甚至連魔神級的精靈都能屠戮。發動連擊時會在劍技名後加上○○連。現在神人的最高連擊數為雙手劍技的36連，而在愛思特繼承蕾斯提亞的力量成為正統魔王佩刀後，此劍技又融入了魔劍技的威力，在斬擊與黑雷的交錯下能夠瞬間擊敗4體軍用精靈。
終型〈天絕閃衝（Last Strike）〉
絕劍技的最終奥義，專門對精靈使的劍技。在對方放出最強一擊時看穿對方神威的流動並且配合與其同調，在交鋒的瞬間斬斷神威的根源，最終對於對手進行反擊的反擊劍技，比起劍舞更類似於精靈姬的儀式演舞。在神人同時持有「殲魔聖劍」與「貫穿真實的魔劍」時此劍技隨之演化成雙手劍技「天雙絕閃衝」。
異型〈冰雨羅剎〉
應用精靈魔法的技能。發動時，將劍插入地面中，隨後地面爬滿冰之藤蔓，並化為無數的銳刺襲向敵人。
霞型〈水影鏡〉
產生幻覺的技巧。發動時，將神威一瞬間釋放，產生出幻影。
閃型〈死蝶閃舞〉
突刺的技巧。發動時，將神威纏繞至精靈魔裝上，向敵人進行突刺。

### 〈教導院〉的技能
高次立體移動
利用周圍障礙物（如：牆壁、天花板、樹、岩石），來達成三次元移動的戰鬥技，本來並未有此稱號，但由於神人在這項技能中尤為優秀，因而得到影縫的稱號。
睡蓮
將於〈教導院〉習得的高次立體移動應用於水中的步法。與影縫相對，睡蓮並不是快到看不見，而是其動作就如飄浮於水上的浮萍一般無法捕捉。
水遁
睡蓮的變化技步法，通過將自身意識和水流同步來完全遮斷氣息。
迅雷
〈教導院〉的戰技，以一口氣壓榨腳部的肌肉來進行跳躍。
土蜘蛛
〈教導院〉的特殊暗殺步法，在腳掌上纏著神威，將整個身體吸附在上面的技巧。
雙劍技（大蛇）
神人使用的〈教導院〉的暗殺技。雙劍技的一種，使用兩把單手劍神速的揮舞來進行攻擊（也能擋下以數量取勝的遠距離攻擊）。
〈絶死之陣〉
〈教導院〉的集團戰技，由教主屬下的教導院成員所使用。
以非精靈使的暗殺者可以打倒強力的精靈騎士為開發目的的技能。
〈壞衝破〉
用神威包裹拳頭，透過物體釋放沖擊波的暗殺技。
〈蛇蠍〉
透過壓低身子掠地而過，瞄准敵人的腳（能和飛蛇組合成連鎖技）。
〈飛蛇〉
一口氣把刺向地面上的刀刃往上一揮，放出神速的斬擊（能和蛇蠍組合成連鎖技）。
解放
通過強烈的自我暗示解除精神上的枷鎖，暫時超越肉體界限的技能。進入這個狀態下的暗殺者會變得不知疲倦，也在一定程度上屏蔽了痛覺，因是超越界限就意味著卸除肉體原有的安全裝置，之後必然會有強烈的反作用。
無心之行
無心之行是暗殺者的技術，目的是使全身都能一下子放松下來，心中回歸于無，普通人是沒有辦法看穿的。但是會使身體反應變緩慢，因此不適用於緊急時態。

## 特殊地名
艾雷西亞精靈學院
專門培養精靈使的學院。所在地包括山腳下的學院都市，再加上周圍是廣闊的精靈之森環繞包圍著。
擁有廣大的精靈森林與實力匹敵帝國精靈騎士團的教師駐守。
一共三個年級，每個年級的班數未明，有：鼴鼠班、烏鴉班、灌狼班。
- 艾雷西亞騎士團
也被稱為風王騎士團（Sylphide）。由優秀學生組成的武裝集團，用於保衛艾雷西亞精靈學院。

教導院
表面上是一間普通的孤兒院，實際上則是培育暗殺者的地方，所在位置連地圖都不會標明。
教導院集中了在大陸各地的孤兒院、救貧院裡發現具有精靈使潛質的少女，並對她們進行特殊訓練。
為了培育最優秀的暗殺者，使用嚴酷的教育來抹殺少女們的感情，只有操縱精靈進行殺戮的技能，徹底的印在了身心中。
在神人13歲時因為受到露比亞的攻擊而毀滅，神人趁機偷走封印着蕾斯提亞的魔裝具「所羅門的戒指」後逃出來。
聖域
- 拉格納·伊斯
浮游島，是元素精靈界存在的五大聖域中的一個，亦是風之精靈王的領地。根據記錄七十四年前精靈劍舞祭就是從這裡開始的。
- 廢都 梅吉多爾
舊名是象牙之都，是在遙遠的太古時代裡，由精靈們建造的都市。同時也是在精靈戰爭中，成為最後戰場的地方。
因為精靈王被〈異界黑暗〉侵蝕發狂，該區域成為神人第二次參加精靈劍舞祭時的決賽場地。

玄室
伴隨著魔王現世而出現的特異空間，包涵魔王的武器與七十二柱精靈，魔王的所有物皆存放於內。唯有被玄室承認為魔王的人才能發現並且打開玄室之門取出存放於內之物，而玄室的位置會主動在魔王的大本營中呈現。在神人失去記憶時愛斯特曾經一度被置入玄室內，而玄室的位置則出現在艾雷西亞精靈學院的地下祠堂內，這也證明玄室所承認的真正魔王是神人無疑。

## 出版書籍

### 輕小說
| 卷數 | 日文版副標題   | 中文版副標題       | Media Factory  | Media Factory          | 東立出版社             | 東立出版社                                                                                     |
| 卷數 | 日文版副標題   | 中文版副標題       | 發售日期       | ISBN                   | 發售日期               | ISBN / EAN                                                                                     |
| ---- | -------------- | ------------------ | -------------- | ---------------------- | ---------------------- | ---------------------------------------------------------------------------------------------- |
| 1    |                | 劍、學院與火貓少女 | 2010年12月21日 | ISBN 978-4-8401-3675-4 | 2012年1月16日          | ISBN 978-986-10-9233-1                                                                         |
| 2    |                | 失落的精靈姬       | 2011年2月25日  | ISBN 978-4-8401-3824-6 | 2012年4月2日           | ISBN 978-986-10-9765-7                                                                         |
| 3    |                | 風之誓约           | 2011年5月25日  | ISBN 978-4-8401-3930-4 | 2012年6月7日           | ISBN 978-986-317-109-6                                                                         |
| 4    |                | 精靈劍舞祭         | 2011年8月24日  | ISBN 978-4-8401-4202-1 | 2012年8月2日           | ISBN 978-986-317-624-4                                                                         |
| 5    |                | 殲魔聖劍           | 2011年11月23日 | ISBN 978-4-8401-4299-1 | 2012年10月18日         | EAN 471-094-554-152-5（限定版）                                                                |
| 5    | 2012年11月19日 | 殲魔聖劍           | 2011年11月23日 | ISBN 978-4-8401-4299-1 | ISBN 978-986-324-055-6 |                                                                                                |
| 6    |                | 闇精靈的追憶       | 2012年2月23日  | ISBN 978-4-8401-4386-8 | 2012年12月27日         | EAN 471-094-554-163-1（限定版）                                                                |
| 6    | 2013年2月4日   | 闇精靈的追憶       | 2012年2月23日  | ISBN 978-4-8401-4386-8 | ISBN 978-986-324-456-1 |                                                                                                |
| 7    |                | 最強的劍舞姬       | 2012年5月24日  | ISBN 978-4-8401-4580-0 | 2013年2月15日          | EAN 471-094-554-171-6（限定版） ISBN 978-986-324-858-3                                         |
| 8    |                | 決戰前夜           | 2012年8月23日  | ISBN 978-4-8401-4684-5 | 2013年4月22日          | ISBN 978-986-332-361-7                                                                         |
| 9    |                | 熾焰之戰           | 2012年11月22日 | ISBN 978-4-8401-4874-0 | 2013年6月27日          | EAN 471-094-554-196-9（限定版） ISBN 978-986-332-761-5                                         |
| 10   |                | 魔王覺醒           | 2013年2月25日  | ISBN 978-4-8401-4983-9 | 2013年8月15日          | ISBN 978-986-337-124-3                                                                         |
| 11   |                | 精靈王暗殺         | 2013年7月25日  | ISBN 978-4-8401-5225-9 | 2013年12月19日         | EAN 471-094-554-285-0（首刷限定版） EAN 471-094-554-284-3（書盒限定版）                        |
| 11   | 2014年3月28日  | 精靈王暗殺         | 2013年7月25日  | ISBN 978-4-8401-5225-9 | ISBN 978-986-337-823-5 |                                                                                                |
| 12   |                | 封劍解放           | 2013年11月25日 | ISBN 978-4-04-066075-2 | 2014年4月14日          | ISBN 978-986-348-713-5                                                                         |
| 13   |                | 冰華女王           | 2014年4月25日  | ISBN 978-4-04-066383-8 | 2014年7月24日          | EAN 471-094-554-432-8（限定版） ISBN 978-986-365-250-2                                         |
| 14   |                | 帝都動亂           | 2015年7月24日  | ISBN 978-4-04-066915-1 | 2015年12月3日          | EAN 471-094-554-680-3（限定版）                                                                |
| 14   | 2015年12月14日 | 帝都動亂           | 2015年7月24日  | ISBN 978-4-04-066915-1 | ISBN 978-986-462-504-8 |                                                                                                |
| 15   |                | 多拉古尼亞的龍王   | 2016年2月25日  | ISBN 978-4-04-068037-8 | 2016年7月20日          | EAN 471-094-554-837-1（首刷限定版）                                                            |
| 15   | 2016年7月27日  | 多拉古尼亞的龍王   | 2016年2月25日  | ISBN 978-4-04-068037-8 | ISBN 978-986-470-307-4 |                                                                                                |
| 16   |                | 魔王凱旋           | 2017年2月24日  | ISBN 978-4-04-068343-0 | 2017年7月13日          | EAN 471-094-555-220-0（首刷限定版）                                                            |
| 16   | 2017年7月20日  | 魔王凱旋           | 2017年2月24日  | ISBN 978-4-04-068343-0 | ISBN 978-986-486-227-6 |                                                                                                |
| 短篇 |                | 精靈舞踏祭         | 2017年10月25日 | ISBN 978-4-04-069345-3 | 2018年2月1日           | EAN 471-094-555-486-0（通路限定版） EAN 471-094-555-485-3（會場限定版） ISBN 978-957-260-536-3 |
| 17   |                | 魔王都市的女王     | 2018年2月24日  | ISBN 978-4-04-069740-6 | 2018年6月29日          | EAN 471-094-555-618-5（首刷限定版）                                                            |
| 17   | 2018年7月6日   | 魔王都市的女王     | 2018年2月24日  | ISBN 978-4-04-069740-6 | ISBN 978-957-261-027-5 |                                                                                                |
| 18   |                | 奪回帝都           | 2018年5月25日  | ISBN 978-4-04-069922-6 | 2018年8月16日          | EAN 471-094-555-720-5（通路限定版） EAN 471-094-555-721-2（會場限定版） ISBN 978-957-261-548-5 |
| 19   |                | 聖都消滅           | 2018年9月25日  | ISBN 978-4-04-065094-4 | 2019年1月19日          | EAN 471-094-555-893-6（通路限定版） EAN 471-094-555-894-3（會場限定版） ISBN 978-957-262-383-5 |
| 20   |                | 共鳴之聖魔劍       | 2019年3月25日  | ISBN 978-4-04-065630-4 | 2019年7月31日          | EAN 471-094-556-094-6（首刷限定版） ISBN 978-957-263-631-2                                     |

### 漫畫
| 集數 | Media Factory | Media Factory          | 尖端出版                    | 尖端出版                                                |
| 集數 | 發售日期      | ISBN                   | 發售日期                    | EAN                                                     |
| ---- | ------------- | ---------------------- | --------------------------- | ------------------------------------------------------- |
| 1    | 2013年2月23日 | ISBN 978-4-8401-5005-7 | 2013年7月23日 2013年8月15日 | EAN 4717702255947（特裝版） EAN 4717702255954（通常版） |
| 2    | 2013年8月23日 | ISBN 978-4-8401-5306-5 | 2014年1月21日               | EAN 4717702258740（通常版） EAN 4717702259662（特裝版） |
| 3    | 2014年3月22日 | ISBN 978-4-04-066502-3 | 2014年7月18日               | EAN 4717702261184（通常版） EAN 4717702262020（特裝版） |
| 4    | 2015年2月23日 | ISBN 978-4-04-066894-9 | 2015年8月3日                | EAN 4717702267148                                       |
| 5    | 2016年2月23日 | ISBN 978-4-04-068250-1 |                             |                                                         |
| 6    | 2017年3月23日 | ISBN 978-4-04-069124-4 |                             |                                                         |

## 電視動畫

### 製作人員
- 原作：志瑞祐（MF文庫J『精靈使的劍舞』／KADOKAWA Media Factory刊）
- 原作插畫：櫻半片
- 監督：柳澤哲也
- 系列構成：吉岡孝夫
- 角色設計：藤井牧
- 總作畫監督：藤井牧、岩佐友子、後藤潤二
- 道具設計：宮脇謙史
- 美術監督：倉田憲一
- 色彩設計：日比野仁（SHAFT）
- 攝影監督：美濃部朋子
- 編輯：肥田文
- 音響監督：明田川仁
- 音樂：鈴木康純（Capriccio Music）
- 音樂製作：KADOKAWA（Media Factory）
- 製作統括：中山卓也、万木壯
- 製作人：田中翔、洲川優太、臼井久人、土橋哲也、林洋平、畠山拓郎
- 企劃製作：GENCO
- 動畫製作：TNK
- 製作：精靈使的劍舞製作委員會（KADOKAWA、SHOWGATE、AT-X、Movic、GENCO）

### 主題曲
片頭曲「共鳴的真力（共鳴のTrue Force）」
作詞：LINDEN，作曲、編曲：井內舞子，主唱：原田瞳
片尾曲「精靈劍舞祭〈刃舞〉（精霊剣舞祭＜ブレイドダンス＞）」（第2話－第12話）
作詞：坂井龍二，作曲、編曲：山崎真吾
主唱：（木戶衣吹、優木加奈、石上靜香、大西沙織、加隈亞衣）
第1話未使用。
形象曲「祝祭的艾倫塔尼亞（祝祭のエレメンタリア）」
作詞，坂井龍二，作曲：，編曲：、山崎真吾
主唱：（木戶衣吹、優木加奈、石上靜香、大西沙織、加隈亞衣），此曲另有以上5位聲優單獨版。

### 各話列表
| 話數   | 日文標題 | 中文標題           | 劇本       | 分鏡            | 演出              | 作畫監督                                           | 改編原作小說 |
| ------ | -------- | ------------------ | ---------- | --------------- | ----------------- | -------------------------------------------------- | ------------ |
| 第1話  |          | 劍、學院與火貓少女 | 吉岡孝夫   | 柳澤哲也        | 長濱彥            | 神田岳、中島美子 青木美穗、中野彰子                | 第1卷        |
| 第2話  |          | 深夜的劍舞         | 吉岡孝夫   | 大原實          | 橋口洋介          | 竹上貴雄、大河原晴男 森山雄治                      | 第1卷        |
| 第3話  |          | 殲魔聖劍           | 金月龍之介 | dojag-a-gen     | 日下直義          | 野本正幸、岸川麻美                                 | 第1卷        |
| 第4話  |          | 最強的劍舞姬       | 竹內利光   | 西澤晋          | 南康宏            | 神田岳、中島美子 青木美穗 Jeong Howon Kim Taeyeong | 第1卷        |
| 第5話  |          | 失落的精靈姬       | 金月龍之介 | 木村真一郎      | 野亦則行          | 飯飼一幸、鈴木惠理 森山雄治                        | 第2卷        |
| 第6話  |          | 魔王的繼承人       | 金月龍之介 | 小寺勝之 西澤晉 | 川西泰二 久保太郎 | 池津壽惠、西山伸吾 石動仁、神田岳                  | 第2卷        |
| 第7話  |          | 廢礦山之戰         | 竹內利光   | 大原實          | 橋口洋介          | 竹上貴雄、鈴木惠理 小川一郎                        | 第2卷        |
| 第8話  |          | 史卡雷特隊         | 竹內利光   | 垣野內成美      | 吉田俊司          | 飯飼一幸、藤田正幸 神田岳、中島美子                | 第2卷        |
| 第9話  |          | 風之誓約           | 吉岡孝夫   | dojag-a-gen     | 日下直義          | 野本正幸                                           | 第3卷        |
| 第10話 |          | 風王騎士團         | 金月龍之介 | 西澤晉          | 長濱彥 淺見松雄   | 後藤潤二、石動仁 神田岳、清水勝祐 中島美子         | 第3卷        |
| 第11話 |          | 情人聖祭之夜       | 竹內利光   | 岡本英樹        | 又野弘道          | 飯飼一幸、鈴木惠理 森山雄治                        | 第3卷        |
| 第12話 |          | 蓮·阿休貝爾        | 吉岡孝夫   | 西澤晉          | 南川達馬          | 後藤潤二、神田岳 山內則康、飯飼一幸 藤田正幸       | 第3卷        |

### 播放單位
日本深夜動畫：下文記載的日本国内播放時間使用日本標準時間（UTC+9）表示。因為部分時間标识會採用30小时制，因此請留意这类超过24:00的时间，其實際播放時間為翌日清晨。
| 播放地區   | 播放電視台    | 播放日期               | 播放時間（UTC+9）         | 所屬聯播網 | 備註                          |
| ---------- | ------------- | ---------------------- | ------------------------- | ---------- | ----------------------------- |
| 日本全國   | AT-X          | 2014年7月14日－9月29日 | 星期一 20時30分－21時00分 | 衛星電視   | 有重播                        |
| 東京都     | TOKYO MX      | 2014年7月14日－9月29日 | 星期一 24時30分－25時00分 | 獨立UHF局  |                               |
| 近畿廣域圈 | 每日放送      | 2014年7月14日－9月29日 | 星期一 27時35分－28時05分 | 日本新聞網 |                               |
| 愛知縣     | 愛知電視台    | 2014年7月15日－9月30日 | 星期二 26時05分－26時35分 | 東京電視網 |                               |
| 日本全國   | 樂天ShowTime  | 2014年7月17日－10月2日 | 星期四 24時00分 更新      | 網路電視   | 最新話1週內免費收看           |
| 日本全國   | BS11          | 2014年7月17日－10月2日 | 星期四 24時00分－24時30分 | 衛星電視   | 『ANIME+』節目                |
| 日本全國   | GyaO!         | 2014年7月24日－10月8日 | 星期四 24時00分 更新      | 網路電視   |                               |
| 日本全國   | NICONICO直播  | 2014年7月24日－10月8日 | 星期四 24時30分－25時00分 | 網路電視   |                               |
| 日本全國   | NICONICO頻道  | 2014年7月24日－10月8日 | 星期四 25時00分 更新      | 網路電視   | 第1話免費收看 第2話起付費收看 |
| 日本全國   | d Anime Store | 2014年8月1日－10月15日 | 星期五 12時00分 更新      | 網路電視   |                               |

| 播放地區 | 播放電視台 | 播放日期                      | 當地播放時間                 | 所屬聯播網  | 備註       |
| -------- | ---------- | ----------------------------- | ---------------------------- | ----------- | ---------- |
| 臺灣     | Animax     | 2016年7月28日－8月8日         | 每日（週六以外）21:30－22:00 | 有線電視    | 有重播時段 |
| 臺灣     | Animax HD  | 2016年12月22日 - 2017年1月2日 | 每天（週日以外）21:30－22:00 | 中華電信MOD | 有重播時段 |
| 香港     | Animax     | 2016年8月16日－9月5日         | 星期一至二 20:00－21:00      |             |            |

### 關聯商品

#### 藍光／DVD
| 卷 | 發售日        | 收錄話         | 規格編號  | 規格編號  |
| 卷 | 發售日        | 收錄話         | 藍光      | DVD       |
| -- | ------------- | -------------- | --------- | --------- |
| 1  | 2014年10月8日 | 第1話－第2話   | ZMXZ-9621 | ZMBZ-9631 |
| 2  | 2014年11月5日 | 第3話－第4話   | ZMXZ-9622 | ZMBZ-9632 |
| 3  | 2014年12月3日 | 第5話－第6話   | ZMXZ-9623 | ZMBZ-9633 |
| 4  | 2015年1月7日  | 第7話－第8話   | ZMXZ-9624 | ZMBZ-9634 |
| 5  | 2015年2月4日  | 第9話－第10話  | ZMXZ-9625 | ZMBZ-9635 |
| 6  | 2015年3月4日  | 第11話－第12話 | ZMXZ-9626 | ZMBZ-9636 |

#### CD
| 發售日        | 標題      | 規格編號  |
| ------------- | --------- | --------- |
| 2014年7月23日 |           | ZMCZ-9539 |
| 2014年7月23日 | ZMCZ-9540 |           |
| 2014年7月23日 | ZMCZ-9541 |           |

註:2018年11月28日即將販售專輯(Be Yourself!)售價約3980日圓(不含稅)

### 小型OVA
收錄在藍光／DVD短篇故事。
| 話數              | 日文標題 | 中文標題             | 劇本     | 分鏡       | 演出     | 作畫監督 |
| ----------------- | -------- | -------------------- | -------- | ---------- | -------- | -------- |
| 特典小型OVA Vol.1 |          | 帝都的精靈大祭       | 竹內利光 | 垣野內成美 | 吉田俊司 | 青野厚司 |
| 特典小型OVA Vol.2 |          | 愛思特，照顧病人     | 竹內利光 | 垣野內成美 | 長濱彥   | 齊藤香織 |
| 特典小型OVA Vol.3 |          | 公主們的秘密打工     | 竹內利光 | 柳澤哲也   | 長濱彥   | 齊藤香織 |
| 特典小型OVA Vol.4 |          | 追尋傳說的巨乳精靈！ | 竹內利光 | 垣野內成美 | 長濱彥   | 齊藤香織 |
| 特典小型OVA Vol.5 |          | 戰慄的闇鍋戰鬥       | 竹內利光 | 柳澤哲也   | 長濱彥   | 清水勝祐 |
| 特典小型OVA Vol.6 |          | 精靈使的休息         | 竹內利光 | 柳澤哲也   | 長濱彥   | 中島美子 |